# Dichagyris intermedia
Dichagyris intermedia là một loài bướm đêm trong họ Noctuidae.